# Hesba Stretton
Hesba Stretton, pseudonym för Sarah Smith, född 27 juli 1832 i Wellington, Shropshire, död 8 oktober 1911, var en brittisk författare.
Smith var verksam som journalist innan hon 1859 inträdde på författarbanan med novellen The Lucky Leg som publicerades i tidskriften Household Words där Charles Dickens var redaktör. Hon etablerade sig som en omtyckt författare av barnböcker, gärna med religiösa motiv. Genombrottsromanen, Jessica's First Prayer, utgiven 1866, sålde under författarens livstid i över två miljoner exemplar. Uppföljaren, Jessica's Mother (1867), översattes till femton europeiska och asiatiska språk och introducerades som obligatorisk läsning för alla ryska skolbarn av tsar Alexander II.
Hon skrev även romaner för vuxna och var aktiv i välgörenhetsarbete. I sitt författarskap skildrade hon flitigt de fattigas liv och samhällsproblem som alkoholism, barnmisshandel och prostitution.
Ett stort antal av hennes verk har översatts till svenska.